# Els amants de l'engany
Els amants de l'engany (títol original en francès, Masquerade) és una pel·lícula de comèdia dramàtica francesa del 2022 escrita i dirigida per Nicolas Bedos. El film es va projectar fora de competició al Festival de Cannes de 2022. Ha estat subtitulada al català.

## Sinopsi
Adrien, un ballarí atractiu la carrera de la qual va ser destrossada per un accident de motocicleta, malbarata la seva joventut dins idleness. Els seus canvis de vida quan coneix Margot, que viu fora estafes i manipulacions amoroses.

## Repartiment
- Pierre Niney com a Adrien
- Isabelle Adjani com a Martha
- François Cluzet com a Simon
- Marine Vacth com a Margot
- Emmanuelle Devos com a Carole
- Laura Morante com a Julia
- Charles Berling com a Jean-Charles
- James Wilby com a Thomas